# SONGS/西城秀樹
『SONGS/西城秀樹』（ソングス さいじょうひでき）は、西城秀樹の12枚目のオリジナル・アルバム。1980年2月16日にRCAから発売された。

## 解説
- ヒット曲「勇気があれば」が収録され、オリジナル・アルバムとしては3作ぶりにシングル曲が収められることになった。
- 収録曲の「あの人に優しく」が、歌謡ポップスチャンネルの「ファンが選んだベスト20」で第16位に選出された[1]。
- 2022年12月23日、GOH HOTODAによるデジタルリマスタリング復刻盤（Blu-spec CD2、紙ジャケット仕様）が発売された。

## 収録曲
| #   | タイトル              | 作詞     | 作曲       | 編曲       |
| --- | --------------------- | -------- | ---------- | ---------- |
| A1. | 「プロローグ」        | 山川啓介 | 筒美京平   | 井上鑑     |
| A2. | 「OPEN TICKET」       | 伊達歩   | 筒美京平   | 水谷公生   |
| A3. | 「ポーカー フェイス」 | 山川啓介 | 水谷公生   | 佐藤準     |
| A4. | 「青春のゆらめき」    | 山上路夫 | 馬飼野康二 | 馬飼野康二 |
| A5. | 「勇気があれば」      | 山川啓介 | 筒美京平   | 萩田光雄   |
| B1. | 「あの人に優しく」    | 山上路夫 | 馬飼野康二 | 馬飼野康二 |
| B2. | 「TAKE IT EASY」      | 山川啓介 | 筒美京平   | 水谷公生   |
| B3. | 「IF（イフ）」        | 山川啓介 | 筒美京平   | 船山基紀   |
| B4. | 「SEE YOU TOMORROW」  | 伊達歩   | 筒美京平   | 水谷公生   |
| B5. | 「自由の翼」          | 山川啓介 | 水谷公生   | 佐藤準     |